# San Cristóbal de Monte Agudo
San Cristóbal de Monte Agudo es una entidad de población española del municipio de Mozárbez, perteneciente a la provincia de Salamanca, en la comunidad autónoma de Castilla y León.

## Toponimia
El lugar puede encontrarse referido como San Cristóbal de Monte Agudo y San Cristobalejo de Monte Agudo.

## Historia
Hacia mediados del siglo XIX, el lugar, por entonces perteneciente al municipio de Cilleros el Hondo, era descrito como una alquería que comprendía alrededor de 600 huebras de tierra. Aparece descrito en el séptimo volumen del Diccionario geográfico-estadístico-histórico de España y sus posesiones de Ultramar de Pascual Madoz con las siguientes palabras:

CRISTOBALEJO DE MONTE AGUDO (San): alq. en la prov. dióc. y part. jud. de Salamanca (3 leg.) Confina al N. térm. de Cilleros; S. con el de Morille y la Regaciada; E. con el de Ariscos, y O. con el de Sto. Tomé de Rozados. Comprende como 600 huebras de tierra de mediana é inferior calidad, cubierto todo de monte cuyo fruto es la bellota y pastos. En lo municipal corresponde al ayunt. de Cilleros y en lo parr. á la igl. de Morille.
(Madoz, 1847, p. 174)

En 2023, la entidad singular de población de San Cristóbal de Monte Agudo, ahora perteneciente al municipio de Mozárbez, tenía empadronado 1 habitante, en diseminado.